# Грб Псковске области
Грб Псковске области је званични симбол једног од субјеката Руске федерације са статусом области — Псковске области. Грб је званично усвојен 27. фебруара 1995. године.

## Опис грба
Грб Псковске области је хералдички штит француског облика плаве боје са сликом пролазећег леопарда златне боје, са сребрним облаком изнад из ког се види десна шака у златној боји. Грб има додатне периферије у вијенцу, ленти и империјалној круни.
Званични опис грба Псковске области, каже: На плавом пољу, златни леопард хода, у пратњи облака у заглављу штита из које излази благословљујућа рука у природној боји. Штит је крунисан империјалном круну и окружен вијенцем златног храстовог лишћа, повезаног траком од Светог Андрије. "